# Howhannes Baghramjan

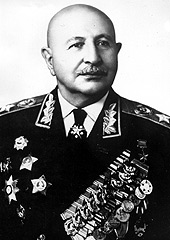
Howhannes Baghramjan

Howhannes Baghramjan (armenisch Հովհաննես Բաղրամյան, in wissenschaftlicher Transliteration Hovhannes Bałramyan; * 20. Novemberjul. / 2. Dezember 1897greg. in Tschardachlu, Russisches Kaiserreich; † 21. September 1982 in Moskau) war ein Marschall der Sowjetunion. Außerhalb Armeniens war er vor allem bekannt als Iwan Christoforowitsch Bagramjan (Иван Христофорович Баграмян).

## Leben
Howhannes Baghramjan wurde als Sohn einer armenischen Bahnarbeiterfamilie aus dem Dorf Tschardachlu (heute Çənlibel) im Gouvernement Jelisawetpol, Russisches Kaiserreich (heute Gəncə, Aserbaidschan) geboren. Der Marschall der Panzertruppen Hamasasp Babadschanjan stammte aus demselben Dorf.

### Militärische Laufbahn
Baghramjan meldete sich 1915 freiwillig zur russischen Armee und kämpfte an der Kaukasusfront im 2. Kaukasus-Grenzregiment des russischen Expeditions-Korps gegen das Osmanische Reich. 1917 wurde seine Truppe aufgelöst. Drei Jahre später trat er der Roten Armee bei und nahm am Russischen Bürgerkrieg teil. Er beteiligte sich auch an den Kämpfen der Roten Armee gegen die türkische Armee in den Regionen Sarighamisch und Kars.
Baghramjan machte 1925 seinen Abschluss an der Leningrader Kavallerieschule und 1934 an der Militärakademie „M.W. Frunse“. Von 1934 bis 1936 diente er als Stabschef der 5. Kavallerie-Division, wurde am 29. November 1935 zum Oberst befördert und arbeitete von 1938 an als führender Ausbilder an der Militärakademie des sowjetischen Generalstabs. 1940 wurde er Chef der operativen Abteilung und stellvertretender Stabschef des Kiewer Besonderen Militärbezirks, am 12. August 1941 wurde er zum Generalmajor befördert.

### Im Deutsch-Sowjetischen Krieg
Nach dem Beginn des Deutsch-Sowjetischen Krieges im Juni 1941 wurde Baghramjan zum stellvertretenden Stabschef der Südwest-Front, die ihren Hauptsitz in Kiew hatte. Er nahm in der westlichen Ukraine an der Panzerschlacht bei Dubno-Luzk-Riwne und an der Verteidigung von Kiew teil, in der sein Frontkommandeur Kirponos fiel und alle Fronttruppen von den Deutschen eingeschlossen wurden. Er war einer von wenigen erfahrenen Offizieren, die mit Teilen der Truppen aus der Einkesselung ausbrechen konnten.
Baghramjan diente danach wieder bei der Südwestfront als Stabschef unter Marschall Timoschenko und nahm im Dezember 1941 an den Kämpfen um Rostow und im Frühjahr 1942 an der erfolglosen Gegenoffensive bei Charkow teil. Am 27. Dezember 1941 wurde er zum Generalleutnant und am 27. August 1943 zum Generaloberst befördert.
Ab dem 1. April 1942 leitete Bagramjan unter Marschall Timoschenko nominell das Hauptquartier der Südwestfront. Die sowjetische Offensive nach Charkow endete im Mai in einer Katastrophe. Die Truppen, die sich im Brückenkopf von Barwenkowo befanden, wurden dabei von einer deutschen Gegenoffensive abgeschnitten. Obwohl alle Entscheidungen im Verlauf der Operationen von Timoschenko und Chruschtschow getroffen wurden, benannte Stalin Baghramjan als Hauptschuldigen der Niederlage. Er wurde vor dem drohenden Militärgericht nur gerettet, weil Schukow bei Stalin intervenierte und die Schuld für das Scheitern der Offensive bei der Stawka und dem Generalstab feststellte. Als während der deutschen Donoffensive die 28. Armee Rossosch am 7. Juli 1942 fast kampflos den deutschen Truppen überließ, drohte Bagramjan neuerlich ein Militärtribunal. Nach einer neuen Intervention Schukows wurde er zur Westfront geschickt, wo er kurz als stellvertretender Kommandeur der 61. Armee fungierte und am 13. Juli 1942 als Nachfolger von Rokossowski den Befehl über die 16. Armee im Raum Schisdra übernahm. Im Februar 1943 kommandierte er die erfolglose Schisdraer Operation.
Mitte 1943 wurde er zum Oberbefehlshaber der 11. Gardearmee (die vorige 16. Armee erhielt dabei den Garderang) berufen und befehligte im Juli 1943 in der „Operation Kutusow“ im Raum nordwestlich von Orel den erfolgreichen Durchbruch in Richtung auf Karatschew.
Am 17. November 1943 zum Armeegeneral befördert und zum Kommandeur der 1. Baltischen Front berufen, wirkte er ab Ende Juni 1944 an der großen sowjetischen Sommeroffensive 1944 in Weißrussland und Litauen mit. In der „Operation Bagration“ wurde die deutsche Heeresgruppe Mitte fast vollständig aufgerieben. Seine Truppen brachen bis zur Ostsee durch und schnitten 30 deutschen Divisionen in Lettland den Rückweg ab. Für seine Leistungen bei diesen Einsätzen wurde ihm 29. Juli 1944 der Titel „Held der Sowjetunion“ verliehen. Ab Mitte September bis Ende November 1944 besetzten seine Truppen in der Baltischen Operation das Baltikum. Im Oktober 1944 begannen Truppen seiner 1. und der 2. Baltische Front (Armeegeneral I. I. Maslennikow) die Blockade der in Kurland abgeschnittenen deutschen Truppen.
Im Februar 1945 übernahm Baghramjan in Ostpreußen die Führung der Truppen in Samland (39. und 43. Armee). Im April 1945 führte Baghramjan während der Schlacht um Königsberg unter dem Oberkommando von Marschall Wassilewski die Zerschlagung der deutschen Armeeabteilung Samland (General Gollnick) durch und übernahm nach Wassilewskis Abberufung in die Mandschurei den Oberbefehl über die 3. Weißrussische Front, die im Juli 1945 aufgelöst wurde.

### Nachkriegszeit

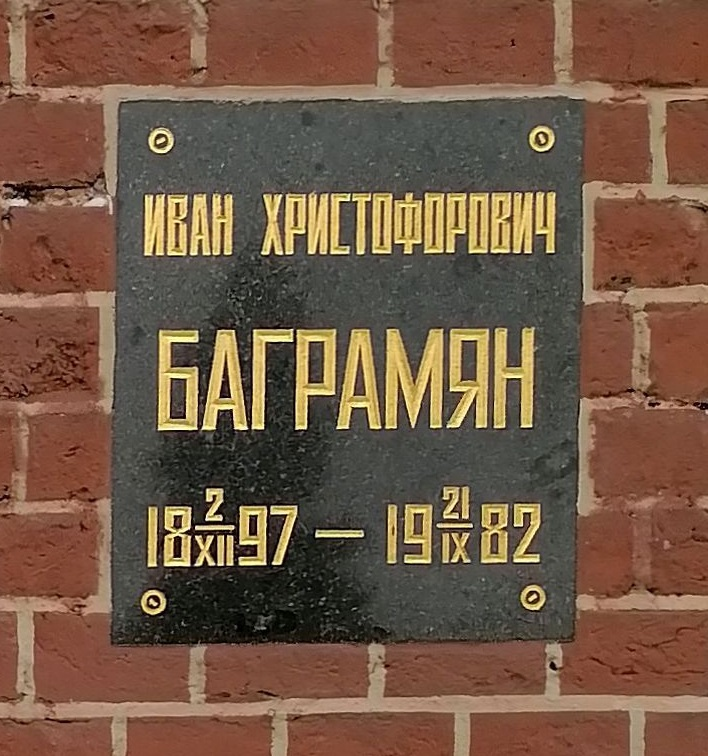
Urnengrab Baghramjans an der Kremlmauer

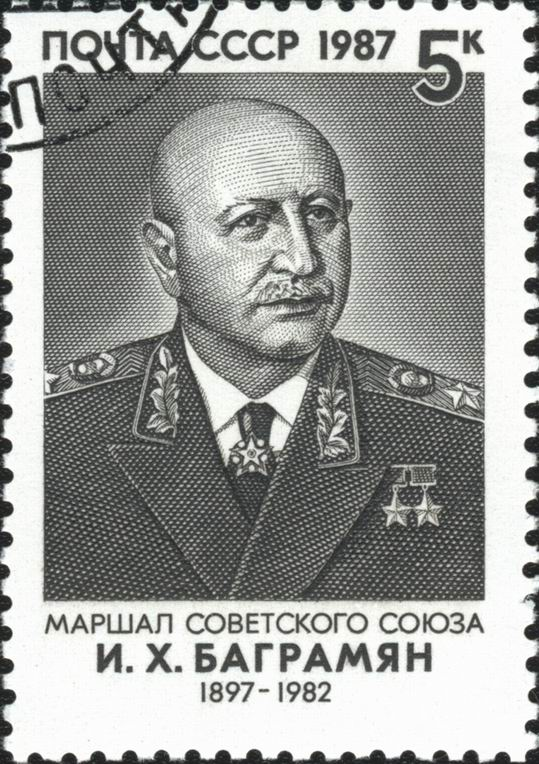
Briefmarkenausgabe zum
90. Geburtstag Baghramjans (Sowjetunion 1987)

An der Moskauer Siegesparade von 1945 nahm er als Führer des kombinierten Regiments der 1. Baltischen Front teil. Nach dem Krieg blieb er Befehlshaber des baltischen Militärbezirkes und kommandierte Operationen gegen nationalistische Partisanen in Litauen und Lettland. 1954 wurde er zum Oberinspektor des Verteidigungsministeriums ernannt. Am 11. März 1955 erhielt er den Rang eines Marschall der Sowjetunion und wurde zum stellvertretenden Verteidigungsminister berufen. Er wurde auch Leiter der Militärakademie des Generalstabs und Oberbefehlshaber der Reservetruppen der sowjetischen Streitkräfte, bis er 1968 in den Ruhestand ging. Baghramjan starb 1982 in Moskau, seine Urne wurde an der Kremlmauer beigesetzt. Er war der letzte überlebende sowjetische Marschall, der im Zweiten Weltkrieg ein Oberkommando innehatte.
Baghramjan war zweimal mit dem Titel Held der Sowjetunion (29. Juli 1944, 1. Dezember 1977) geehrt worden, er empfing siebenmal den Leninorden, den Orden der Oktoberrevolution, dreimal den Rotbannerorden, zweimal den Suworoworden und einmal den Kutusoworden. 1975 ehrte ihn die DDR mit dem Karl-Marx-Orden. Am 11. Mai 1997 stiftete die Regierung Armeniens eine Marschall-Baghramjan-Gedenkmedaille (Armenisch: զինված ուժերի «Մարշալ Բաղրամյան» մեդալ). Sie wurde an Soldaten und Zivilisten verliehen, die am Zweiten Weltkrieg teilgenommen haben.
1968 erhielt er die Ehrenbürgerschaft der Stadt Leninakan.